# Projet de Royaume arabe d'Algérie
Le projet de Royaume arabe d'Algérie est un projet politique porté par Napoléon III et Ismaÿl Urbain visant à transformer l'Algérie, alors conquête française récente, en « royaume arabe » associé. Ce projet a vu le jour entre 1860 et 1870, suite au voyage de Napoléon III en Algérie en 1860.

## Historique
Suite au voyage de Napoléon III en Algérie en 1860, celui-ci et Ismaÿl Urbain œuvrent à transformer l'Algérie, alors conquête française récente, en « royaume arabe » associé. Le concept du néo-arabisme est ainsi lancé par Napoléon III qui envisagea la création d'un « Royaume arabe » s'étendant d'Alger jusqu'à Bagdad. C'est aussi une manière de mettre fin à l'incertitude administrative de la conquête de l'Algérie.
Les bureaux arabes sont mis à contribution notamment par une politique de dé-berbérisation et la généralisation de l'enseignement de l'arabe à l'écrit. L'échec de l'équipée saint-simonienne en Égypte (1833) reporte sur l'Algérie ses projets de mise en valeur futuriste. Dans les années 1860, l'Algérie entretient le goût des Français pour l'exotisme surtout auprès des gens huppés et des intellectuels. Lors de la conquête de l'Algérie par la France, la population mal connue est qualifiée de « Turque », ou de « Maure », mais avec l'avancée de la conquête, elle est désignée de plus en plus comme « Arabe ». Dans le cadre du projet napoléonien, les « indigènes » se métamorphosent dans le langage en Arabes. La politique de Napoléon III aura des détracteurs, notamment dans les milieux coloniaux, comme Warnier qui avancent pour leur démonstration que la population est composé de 500 000 Arabes tout au plus, de 1 200 000 Berbères arabisés et de 1 million de Berbères berbérophones au XIXe siècle en Algérie. Un autre projet de constitution d'un royaume arabe similaire est également proposé en Syrie par le général Émile Félix Fleury avec pour intermédiaire Ismaÿl Urbain à l'Émir Abdelkader en 1865, toutefois il décline cette proposition. 
La politique du royaume arabe, motivée par Ismaÿl Urbain, et les Saint-simoniens, veut constituer un royaume associé à la France, avec une identité propre et arabe. L'empereur Napoléon serait le souverain autant des Français que des « Arabes ». Dans ce cadre, certaines mesures sont prises en faveur des indigènes comme le Sénatus-consulte de 1863, qui se veut protecteur des droits tribus avec une réorganisation des de leurs terres face à l'avancée économique de la colonisation. Toutefois certains colons s'opposent à ces dispositions jugées trop favorables pour les indigènes. Toutefois dans la Kabylie orientale, cette politique mène à la destruction du cadre tribal, les terres de zaouia ou celles de statut « melk » (privée) sont qualifiées en terre de statut « arch » (tribales) ce qui aboutit à une dépossession des communautés. La « néo-djemaa » instituée par cette loi est une négation de la djemaa traditionnelle, en plus de promouvoir une politique d'arabisation linguistique de la région de la Kabylie Orientale (de Jijel à Skikda) : berbérophone au XIXe siècle, elle est arabophone au XXe siècle.

## Conséquences
Cette politique du « royaume arabe » donne une conception jacobine de l'Algérie, pour la première fois il en donne une définition centralisée autour d'une seule identité, arabe et d'une seule langue, l'arabe classique, et refoulant les langues berbères et l'arabe dialectal. Napoléon III marque son attachement à un « rêve arabe », ce qui passe par des réformes comme le décret impérial de 21 Avril 1866 portant sur l'enseignement de la langue arabe en primaire et secondaire. Ces écoles bilingues vont voir leur nombre chuter à partir de la IIIe République (1871) où la place de la langue arabe sera plus marginale. Cet épisode de centralisation d'une identité de l'Algérie autour d'une référence arabe influence la politique linguistique et scolaire post-indépendance pour fonder une identité nouvelle fondée sur la légitimité du postulat : « une religion et une langue » : l'arabe et l'islam. 
Le projet d'un royaume arabe en Algérie s'accompagne aussi d'un intérêt croissant de la France pour les affaires du Machrek à la fin du XIXe siècle, notamment autour de la question des minorités chrétiennes. Le projet de royaume arabe en Algérie, ainsi que la politique orientale vers les provinces ottomanes, est une des sources de la « politique arabe » de la diplomatie française. Les Anglais suivent également avec intérêt cette politique française pour ne pas lui laisser le champ libre auprès des populations arabes. L'Orient devient ainsi le théâtre du « Grand Jeu » franco-anglais.
Charles de Gaulle fera lui-même l'éloge du projet de Royaume arabe dans une confidence à Alain Peyrefitte, le 10 décembre 1960, rapportée par le député Jean de Broglie : 

« Le royaume arabe, c’était plus qu’une politique algérienne, c’était une politique arabe. Vous avez lu la lettre d’instructions d’une centaine de pages que Napoléon III a envoyée à Mac-Mahon en 1865 pour tirer aussitôt les conclusions de son long voyage en Algérie ? […] La France aurait pu devenir la protectrice des intérêts musulmans depuis la Mauritanie jusqu’à l’Euphrate. Elle aurait aidé tous ces pays à se moderniser sans prétendre à les gouverner. Cette politique-là permettait d’avoir une influence prépondérante en Egypte, au Levant, dans tout le Proche-Orient. Nous avons creusé le canal de Suez en faisant valoir aux Egyptiens qu’il faciliterait le pèlerinage de La Mecque. La politique de l’Algérie française a réussi à la fois à nous enfermer dans un piège en Algérie, à nous chasser de Suez et d’Egypte, à nous mettre à dos tout le monde arabe. »

Dans une démarche de « réappropriation identitaire », le premier président Ahmed Ben Bella, déclare le 5 juillet 1963, un an après l'Indépendance : « Nous sommes des Arabes, dix millions d'Arabes... Il n'y a d'avenir pour ce pays que dans l'arabisme ». Ce discours soulève la colère des Berbères car la pluralité ethno-socioculturelle est niée et la diversité perçue comme un germe de division menaçant l'identité nationale. Les références à la berbérité, à la francité, voire à l'algérianité sont considérées comme « une redoutable volonté de semer la division ». L'unilinguisme arabe repose ainsi sur l'éradication de toute autre langue en Algérie, mais cette tentative de linguicide — dans la lignée de l'uniformisation coloniale —est déjouée par la mobilisation des berbèrophones dont le point culminant est le Printemps berbère en 1980.

## Développements récents
Le projet est repris par l'idéologie panarabe des années 1940, notamment baathiste et nassériste. Le néo-arabisme se consolide avec la formation de la Ligue arabe, organisation regroupant 22 pays arabophones et créée en 1945. 